# Afrikas historia

Några av de mest kända afrikanska civilisationerna. Civilisationer från olika tidsepoker visas parallellt.

Afrika är den kontinent som människan härstammar från, se människans utveckling. En framträdande civilisation i Afrikas historia var Forntida Egypten. Från 600-talet har stora delar av Afrika påverkats av islams spridning. Europa hade stort inflytande över Afrika från 1500-talet med den transatlantiska slavhandeln och under 1800-talet kolonialismen. Efter andra världskriget har de tidigare kolonierna i Afrika blivit självständiga stater. Det moderna Afrikas historia har varit präglat av revolutioner och krig såväl som uppkomsten av moderna inhemska ekonomier och demokratiska stater.

## Historiografi
Afrikas historia är relativt outforskad jämfört med andra kontinenters.
Fördomar mot särskilt svarta afrikaner, som går långt tillbaka i historien, har inneburit att afrikansk historieskrivning har varit dikterad av eurocentrisk eller rent rasistisk forskning. Afrikas historia har inneburit en utmaning för forskare på grund av bristen på skriftliga källor i många regioner, särskilt subsahariska Afrika, och även oenigheter om vad som bör räknas som afrikanskt eller inte. För att lösa problemet har akademiska discipliner som muntlig tradition, historisk lingvistik, arkeologi och genetik (för att spåra folks migrationer) varit ovärderliga för att beskriva ett förflutet i regioner som tidigare ofta ansågs sakna någon meningsfull historia.

## Förhistoria
Efter slutet av den senaste istiden blev klimatet i Sahara kallare och fuktigare vilket gjorde att människor från omgivande områden sökte sig dit. De kom att bli de första i Afrika som ägnade sig åt jordbruk, vilket skedde för åtminstone 7 000 år sedan. Omkring 1 000 år senare hade även de boende i Nildeltat börjat med jordbruk. När Sahara åter kom att bli torrare för drygt 4 000 år kom det att avfolkas. De som utvandrade gjorde det bland annat till Nordafrika där de blandade sig med den existerande befolkningen och kom att bilda berberna.
Mellan Nordafrika och längs de norra delarna av Nilen skedde ett omfattande kulturellt utbyte.
Vid tiden för Kristi födelse hade hela Afrika blivit befolkat och hade totalt en befolkning på uppskattningsvis 3-4 miljoner invånare.

### Faraonernas Egypten
Omkring 3200 f.Kr. kom de två riken som tidigare funnits i Nilens egyptiska delar att föras samman under en gemensam kung för första gången.
Under Mellanriket kom för första gången ett mer betydande utbyte att ske med områdena längre uppströms längs Nilen, bland annat på grund av dess guldförekomster.
Under Nya riket kom större delen av Nubien att bli en egyptisk koloni. Från omkring 1000 f.Kr. präglas riket av ett tilltagande kaos, delar av riket erövras av libyer och omkring 945 f.Kr. blir den libyske prinsen Shoshenk I farao, under två sekel kom Egypten att styras av libyer. Under 700-talet f.Kr. blir Egypten erövrat av dess södra, Kush, under kungarna Kashta, Piankhy och Shabako. De håller landet i tills 660-talet f.Kr. då Egypten erövras av assyrierna. Till sin hjälp har assyrierna vapen av järn och därmed börjar järnåldern i Afrika.

### Järnåldern
I Afrika norr om Sahara började järn användas i större omfattning omkring 500 f.Kr. Därifrån kom det att relativt snabbt sprida sig till omgivande område. Genom fortsatt spridning och/eller genom lokala upptäckter kom bruket av järn att nå Zambia omkring 200-300 e.Kr. I samband med att bruket av järn spreds kom även jordbruket att spridas. Framförallt i områden där man på grund av tsetseflugor inte kunde använda dragdjur var järnhackan viktig för att kunna bedriva jordbruk. Den medförde också den så kallade bantuexpansionen; en spridning av bantu-talande folk från områden i Nigeria och Kamerun till stora delar av Afrika söder om Sahara. Omkring 800 var bruket av järn spritt över hela kontinenten, med undantag för ett fåtal mindre områden.

## Västafrika
Ur de förhistoriska kulturerna uppstod ett antal stora kungadömen i Afrika. Från 1000-talet och framåt spred sig islam norrifrån ner över Afrika med invandrande araber, och många av de stora kungadömena antog denna religion. Under tidigmodern tid präglades området av den transatlantiska slavhandeln.

### Ghanariket
Ghanariket i Västafrika låg runt Niger. Rikets grundades troligen på 300-talet och dess storhetstid var från 800 till 1076. Runt 1250 splittrades riket.

### Maliriket
Rike i Västafrika mellan floderna Senegal och Niger. Riket grundades på 1200-talet och blomstrade i 200 år innan det uppslukades av Songhairiket. Malirikets huvudstad var Timbuktu.

### Songhairiket
Rike i Västafrika runt Niger. Rikets grundades på 1000-talet och dess storhetstid var från 1400-talet, när det erövrade Maliriket, till 1600-talet då riket började falla samman. Songhairikets sista utpost, huvudstaden Timbuktu, föll när Frankrike invaderade 1893.

## Södra Afrika

### Monomotapariket (Stora Zimbabwe)
Efter år 400 e. Kr. växte ett rike fram i dagens Zimbabwe, som kom att vara fram till slutet av 1700-talet; Monomotapa-riket. Namnet kom från titeln på dess kung, och de arkeologiska spår som finns idag är i huvudsak ruinerna Stora Zimbabwe. I början på 1500-talet delades riket i två delar, varav vilka den östra delen kom att bli det egentliga Monomotapa-riket. När portugiserna kom till området uppkom oroligheter, och efter Monomotapa-folkets förlust mot portugiserna blev de en vasallstat till Portugal, Riket upplöstes till slut och följdes av Shona-riket; titeln Monomotapa fortsatte bäras av en småkung i området fram till 1902.

## Östafrika
Östafrikas historia har dominerats av handeln i Indiska oceanen längs kusten å ena sidan, och en mängd småriken i inlandet å andra sidan.

### Swahilikulturen
Under de första århundradena e.Kr. växte swahilikulturen fram ur mötet mellan arabiska och östafrikanska handelsmän. Så småningom uppstod ett antal stadsstater som tillsammans kom att kontrollera hela kusten från Mogadishu i norr till Moçambique i söder. Stadsstaterna var ofta välmående sultanat, som blev rika på handel med varor som kryddor, guld, elfenben och slavar. Flera av sultanaten var periodvis koloniserade av det mäktiga swahilisultanatet Zanzibar, av Oman eller av Portugal. Under det brittiska protektoratet Brittiska Östafrika behöll de Zanzibarkontrollerade delarna av swahilikusten, åtminstone på pappret, ett visst självstyre.

### Inlandet
Det östafrikanska inlandet har varit en smältdegel av etniciteter och språk. Inte bara Bantuexpansionen, utan också kontinuerlig invandring norrifrån längs Nilen gjorde att smårikena runt Victoriasjön bestod av både bantukulturer och nilotiska kulturer. Bland de mer kända rikena finns kungariket Buganda, Tooro, Luorikena och Massajriket. Östafrikas inland hörde till de sista delarna av Afrika att utforskas och koloniseras av europeiska kolonisatörer.

## Centralafrika
Det mest långlivade och i Europa först kända centralafrikanska riket var Kongoriket, som under medeltiden dominerade nuvarande Kongo-Brazzaville, västra Kongo-Kinshasa och norra Angola.

## Slaveri och slavhandel
Afrikanska härskare hade gjort slavar av krigsfångar sedan många hundra år tillbaka och afrikaner såldes till de antika medelhavskulturerna redan för över 2 000 år sedan.

### Den afroamerikanska slavhandeln
Slaveri var inget som var okänt i Afrika runt år 1500. När européer började expandera sin direkthandel med övriga världen förändrades handeln och bruket av slavar radikalt. För att försörja plantager (främst sockerrör), först på öar i Atlanten som Madeira och Kap Verde, och senare i enorm omfattning i Karibien och Brasilien krävdes enorma mängder slavar. Den inhemska amerikanska befolkningen hade så gott som utplånats av sjukdomar, krig och svält efter européernas ankomst och hade svårt att överleva det tunga arbetet på plantagerna. Istället började man handla slavar som tillfångatogs i räder av afrikanska krigsherrar och såldes vidare via mellanhänder till europeiska handelsstationer längs kusterna. I utbyte fick afrikanerna vissa lyxprodukter, alkohol, manufakturvaror och, kanske viktigast av allt, eldvapen. Slavhandeln hade en enorm och ofta förödande effekt på Västafrika där de flesta slavar hämtades. Europeiska slavhandlare skulle senare röra sig ner längs västkusten till runt Kongo och Angola, och till slut även till sydöstra Afrika, men i betydligt mindre omfattning och först på 1700-talet.

## Kolonialtiden

Afrikas uppdelning 1913.
Tyskland
Belgien
Spanien
Frankrike
Storbritannien
Italien
Portugal
Oberoende stater

I Afrika fanns efter första världskriget endast tre självständiga stater nämligen konungariket Egypten, republiken Liberia och konungariket Abessinien. Tanger bildade med sitt område en internationell zon. För övrigt var hela världsdelen uppdelad på kolonier åt europeiska makter.

### Berlinkonferensen 1884-1885
I mitten av 1880-talet samlade Bismarck representanter för de europeiska kolonialmakterna och det osmanska riket i Berlin för att diskutera Kongostatens legala status. Denna konferens var en del av den så kallade kapplöpningen om Afrika.

## Afrikansk självständighet

Tidpunkt för självständighet för olika afrikanska länder

Avkoloniseringen av Afrika följde på andra världskriget, då de koloniserade folken kämpade för självständighet och de koloniala makterna drog sig tillbaka från Afrika. Under andra världskriget hade invånarna i kolonierna stridit för sina kolonialmakter mot för dem i stort sett okänd fiende, utan självständighet för de afrikanska nationerna förts på tal.
Det japanska imperiets erövringar i Fjärran Östern ledde till brist på råvaror som till exempel gummi och olika mineraler. Dessa råvaror fick då i stället hämtas från Afrika, vilket ledde till ökat välstånd för många i kolonierna. Då de europeiska farvattnen patrullerades av ubåtar, som ledde till att sjötransporter var riskfyllda, fanns det även ett incitament för att förädla råvarorna på plats i Afrika och flera lokala industrier grundades. Runt dessa industrier växte det upp nya städer och redan existerande städer blev ofta mycket större. Med en växande stadsbefolkning och industri utvecklades fackföreningar och dessutom så ökade läskunnigheten hos stadsbefolkningen, vilket i sin tur ledde till framväxten av tidningar, som ofta var förespråkare för självständighet.

## Samhälle
Afrikansk samhällsstruktur har varit familjebaserad, gerontokratisk och hierarkisk. Människor genomgår olika faser i livet som ofta markeras av övergångsriter (till exempel omskärelse) och det är först efter att dessa faser passerats som man kan nå en viss status i samhället. Även klantillhörighet kan påverka status och avgöra vilka uppgifter man ska utföra i samhället. Matrilinjära samhällen har förekommit, men det har funnits en tendens mot att röra sig mot patrilinjära strukturer där inflytande från bland annat islam och utrikeshandel har varit viktigt. Det huvudsakliga skyddsnätet har varit familjen, som då haft en betydligt större omfattning än vad som är vanligt i till exempel Europa idag.
Afrika har historiskt sett varit glest befolkad med vissa undantag, som runt Nilen, Zambezi, Niger och delar av Västafrika. Söder om Sahara saknades också långt in på 1800-talet städer som var jämförbara med de som förekom i Nordafrika, Europa, Mellanöstern, Centralamerika samt Syd- och Sydostasien. Eftersom det har varit god tillgång till jord har området också präglats av hög mobilitet. Många områden har haft magra jordar som lett till att svedjejordbruk, boskapsskötsel eller jakt har varit de främsta sätten för livsmedelsförsörjning.
Eftersom tillgången på jord har varit god har synen på hur jord ska kontrolleras främst varit i form av nyttjanderätt. Definitionen på rikedom har varit i form av kontroll av lös egendom, främst boskap, men även lösöre och slavar. Slavar hade generellt mer rättigheter än de som kom att exporteras, särskilt av européer, i enorma mängder från 1500-talet och in på 1800-talet. I jonya, det system för slavägande som var vanligt i Västafrika, var slavar (jon på mandinka) i många regioner en underordnad del av härskarklassen och hade rätt till det mesta av det de producerade, kunde äga egendom och föra vidare lösöre till arvingar. Det här systemet ersattes under tidigmodern tid av det europeiska och asiatiska slavsystemet där slaven främst såg som en form av lösöre eller vara som kunde utbytas och nedärvas och vars barn också ansågs vara slavar.

## Religion
Afrikas religioner har ofta tillskrivits animistiska (”naturreligion”) men är i grunden monoteistiska med inslag av polyteism. En skapargud som dragit sig undan efter skapelsen och likartade skapelseberättelser är återkommande teman. Den värld som skapats påverkas sedan av goda och onda andeväsen som kämpar om makten där döda förfäder har inflytande, goda som onda. Synen på tillvaron är ofta linjär och livet ses som enbart en fas i tillvaron där man behöver kommunicera med såväl forntida som framtida generationer. Ett undantag är den kristna koptiska kyrkan i Etiopien som grundades redan på 300-talet men som aldrig hade större påverkan utanför ett begränsat område i Östafrika. Idag utövar cirka 10 procent av befolkningen afrikanska religioner och återstoden delas ungefär lika mellan olika former av kristendom och islam.

## Historiografi
Först på 1960-talet började afrikanska forskare själva skriva afrikansk historia och innan dess har synen varit starkt eurocentrisk. Tidigare har det varit vanligt att påstå att Afrika helt enkelt saknar historia eftersom de flesta kulturer söder om Sahara saknat skriftspråk. När europeiska upptäcktsresande i mitten av 1800-talet utforskade Afrika för europeisk räkning och stötte på ruinerna av Stora Zimbabwe vägrade man tro att afrikaner hade byggt dessa. Istället lade man fram teorier om att de anlagts av araber eller till och med medeltida européer som förvillat sig ner till Afrikas västkust. På 1970-talet talade den ansedda historikern Hugh Trevor-Roper om den afrikanska forntiden som ett "mörker" och beskrev den höga mobiliteten i svarta Afrika som "barbariska stammars meningslösa kretsande".
Historieskrivning idag kräver ofta att man frångår traditionella metoder, som textanalys, och istället lägger större fokus på att nedteckna och analysera muntlig tradition samt att samarbeta tvärvetenskaplig med discipliner som arkeologi, antropologi, lingvistik och kemi (för till exempel kol-14-datering och DNA-analys).